# 米国バレーボール協会
米国バレーボール協会（英: USA Volleyball）は、アメリカ合衆国でのバレーボールに関する活動を統括する団体。略称はUSAV。アメリカ合衆国バレーボール連盟と訳されることもある。アメリカオリンピック委員会（USOC）に加盟している。
USAVはインドア競技と共に、ビーチバレーやシッティングバレーも統轄している。

## 沿革
- 1928年 - YMCAルール委員会が米国バレーボール協会に発展する。同年、全米オープン選手権を開催[3][4][5]。
- 1947年 - 国際バレーボール連盟（FIVB）発足時の14カ国のメンバーとして加盟。
- 1983年 - プロビーチバレー団体AVP発足。
- 2012年 - 室内プロリーグのプレミア・バレーボール・リーグ発足。

## ナショナルチーム
- バレーボールアメリカ合衆国男子代表
- バレーボールアメリカ合衆国女子代表